# Aloe rupestris
Aloe rupestris là một loài thực vật có hoa trong họ Măng tây. Loài này được Baker mô tả khoa học đầu tiên năm 1896.

## Hình ảnh

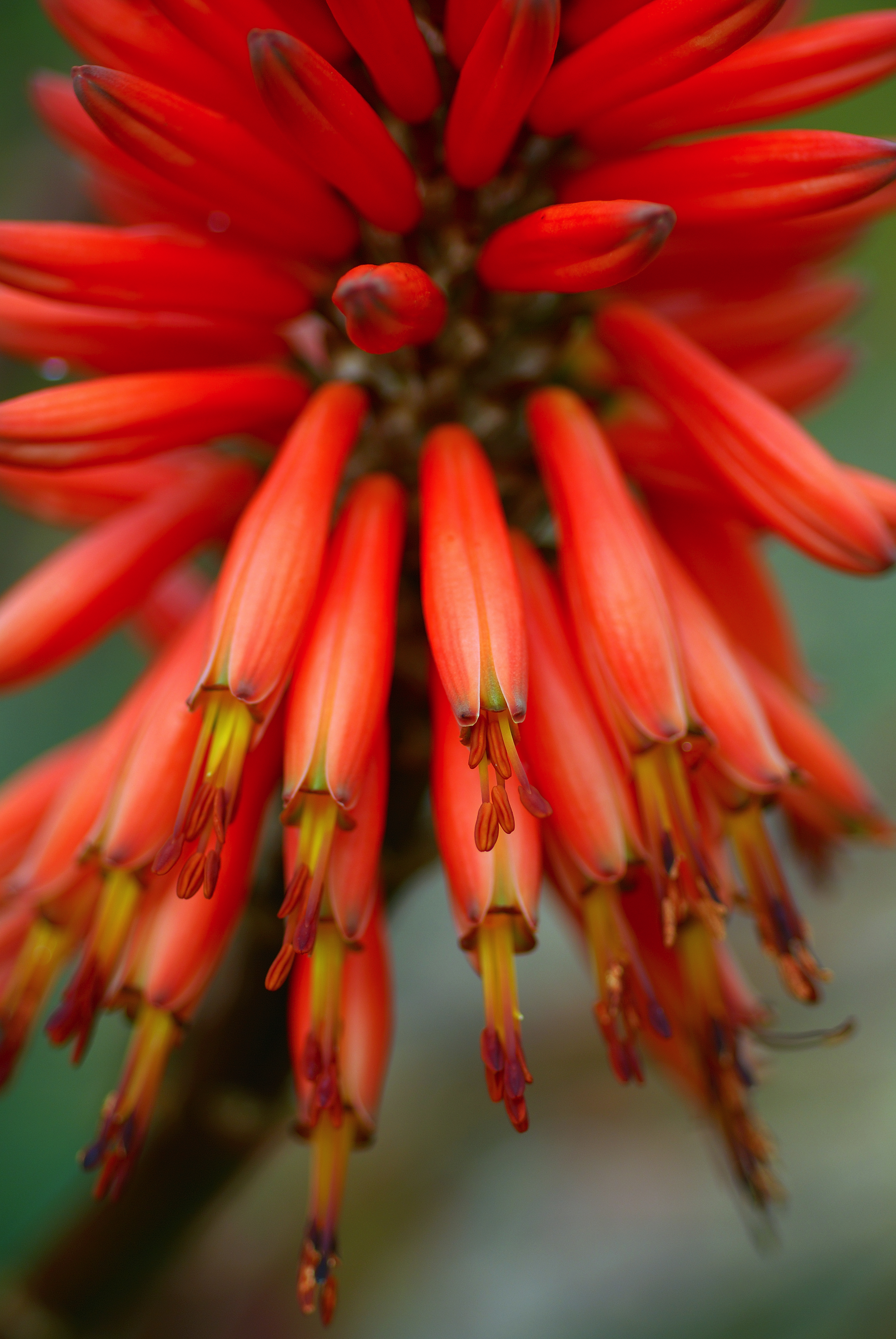
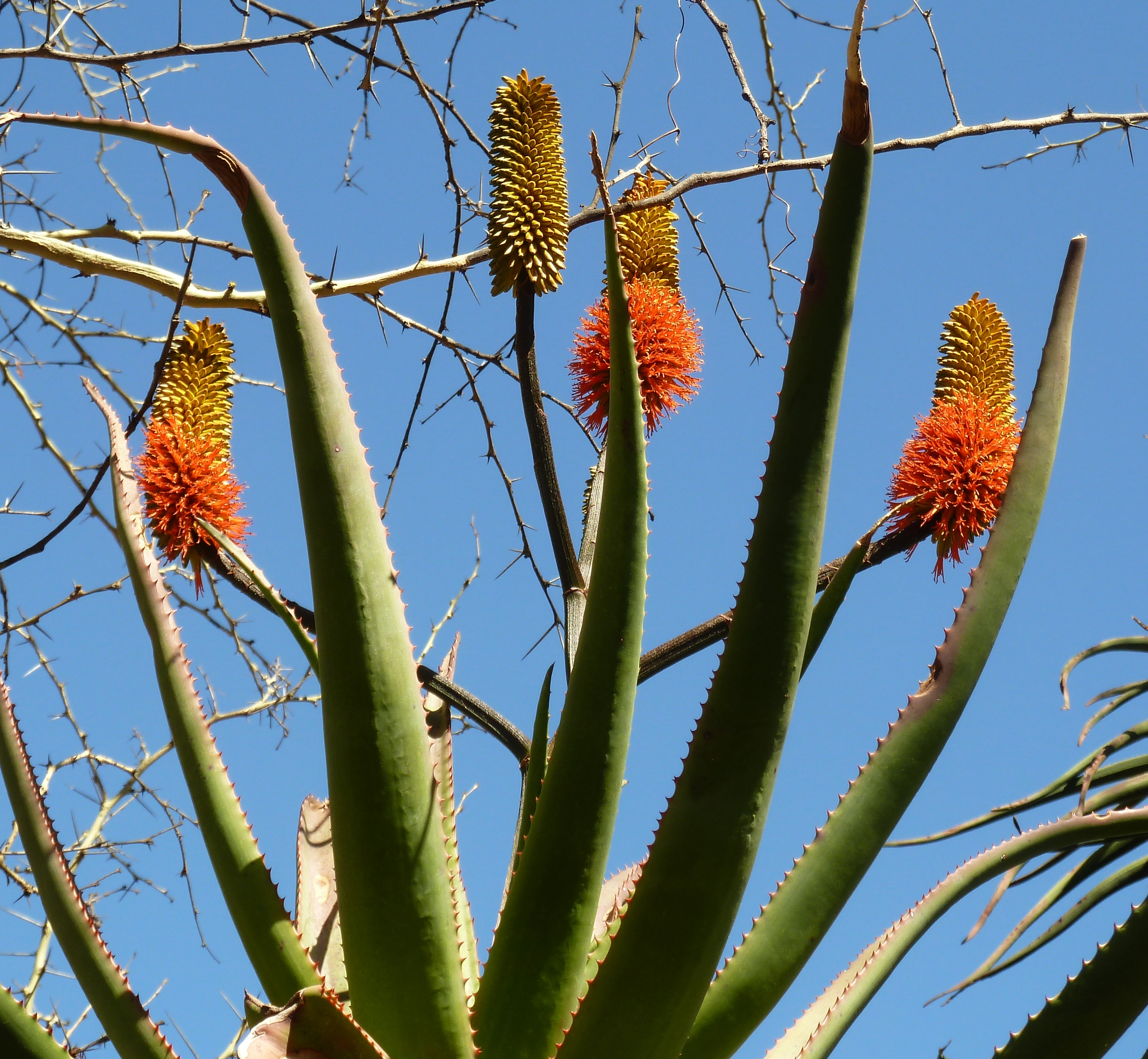
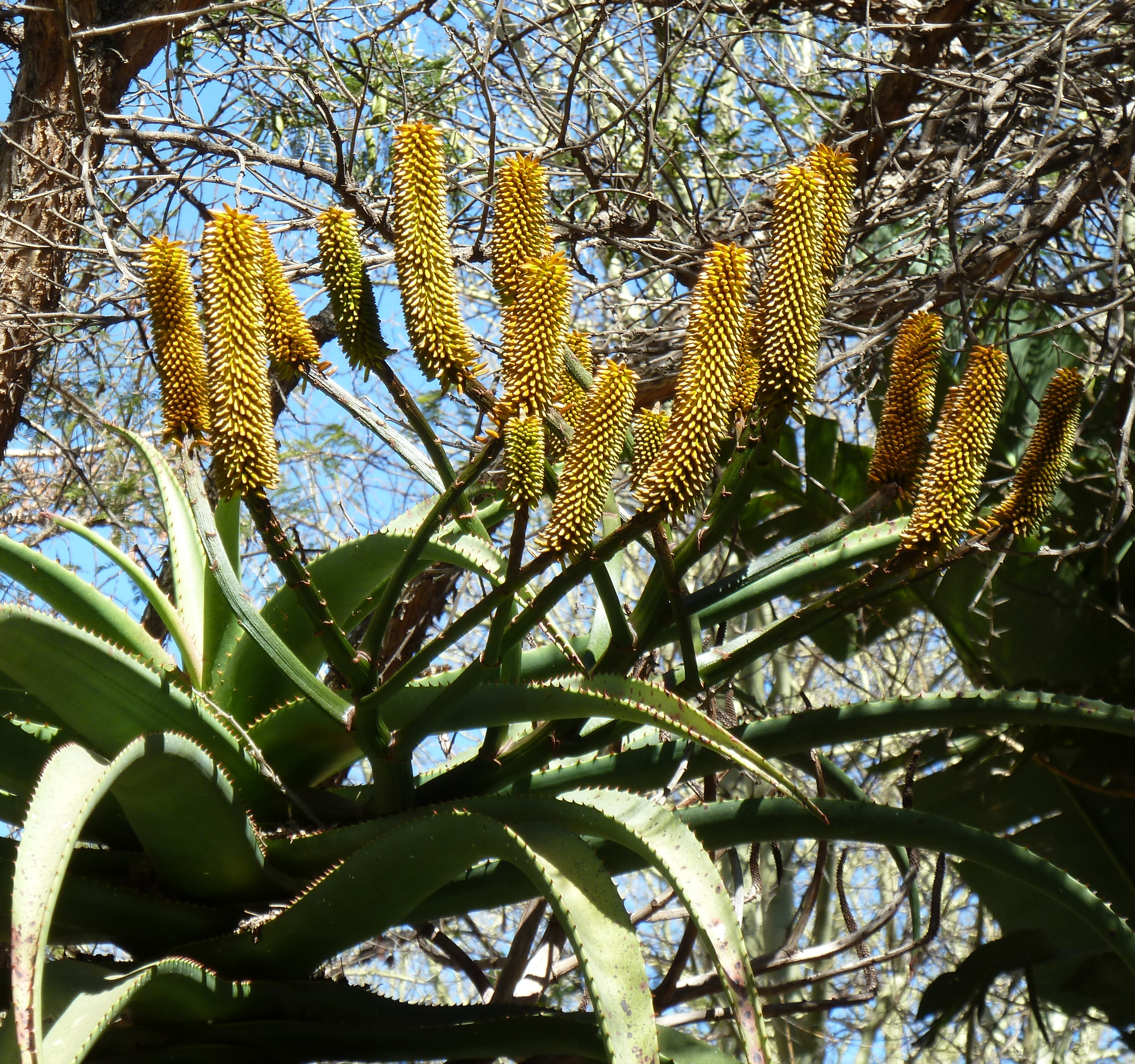
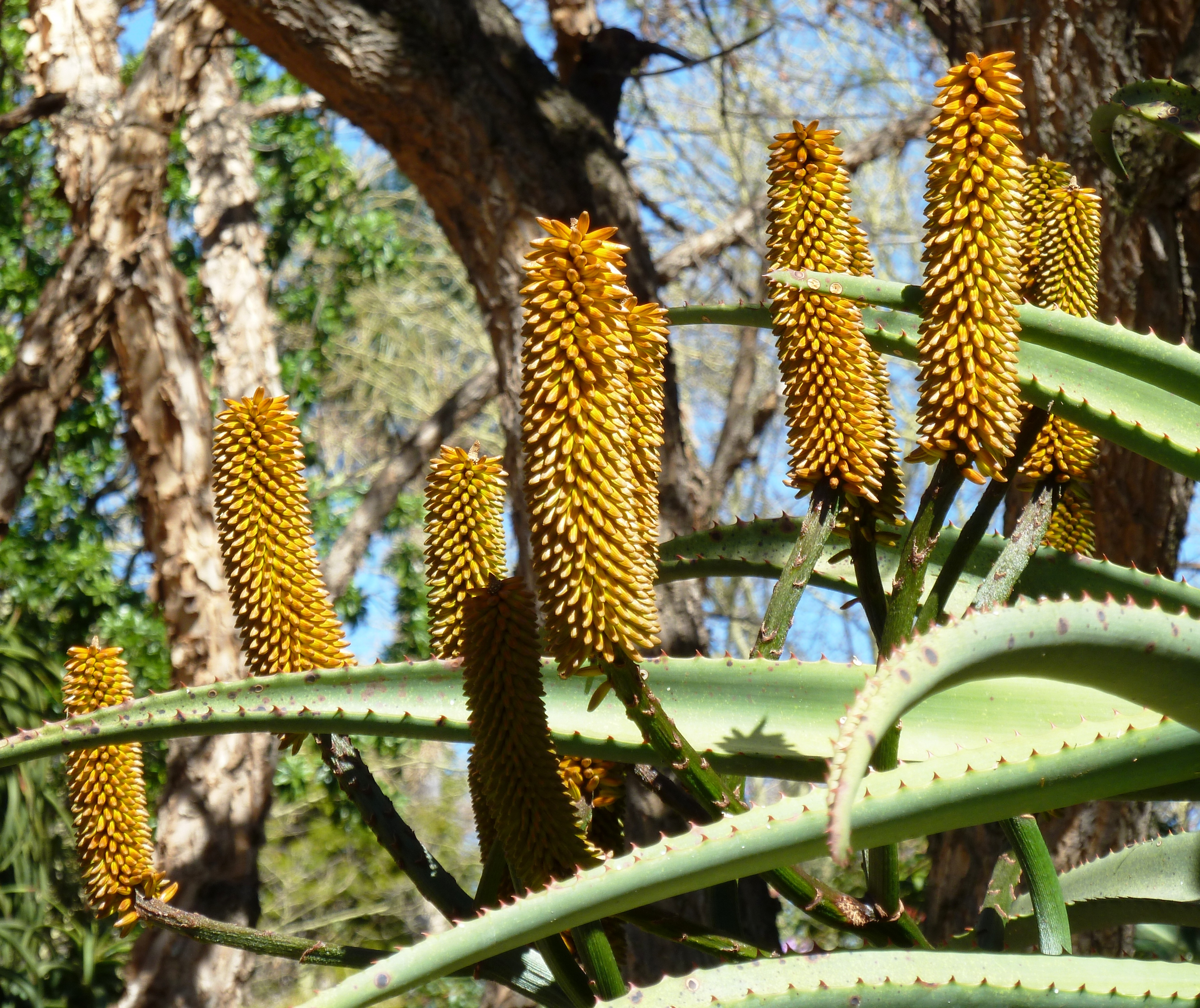